# Tanc Sade

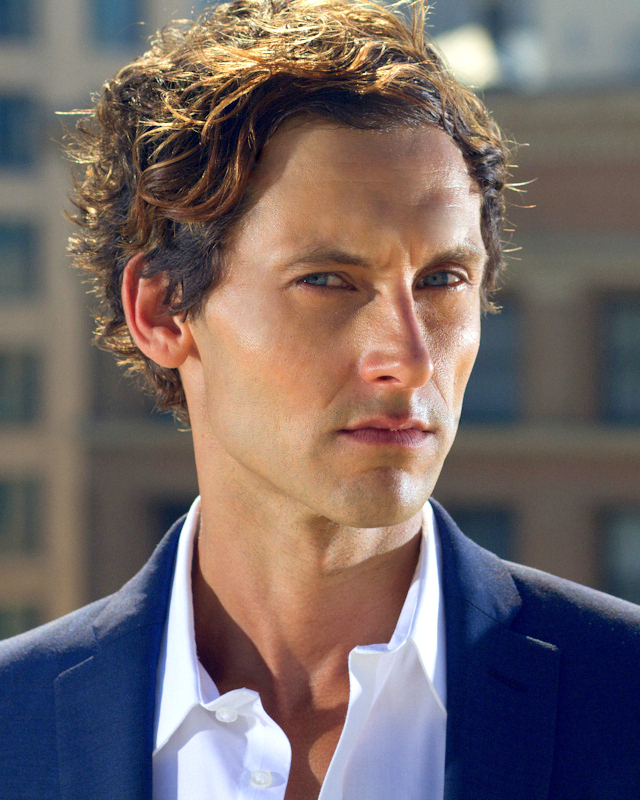
Tanc Sade (2014)

Tanc Sade (* 28. Juli 1980 in Sydney, New South Wales) ist ein australischer Schauspieler und ehemaliger Apnoetaucher. Bekanntheit erlangte er vor allem durch die Rolle des Finn aus der Serie Gilmore Girls.

## Leben und Karriere
Tanc Sade wurde in der australischen Metropole Sydney geboren. Bevor er sich komplett dem Schauspiel zuwandte, war er jahrelang sportlich erfolgreich in den Disziplinen Mountainbiking und Apnoetauchen aktiv. In seiner Freizeit betreibt er seit seiner Jugend Speerfischen. Im Freitauchen ist er seit dem Jahr 2012 mit 218 Metern Halter des Nationalrekords im Flossentauchen ohne Luftholen. Zwischenzeitlich hielt er mit 177 Metern den Nationalrekord im flossenlosen Tauchen ohne Luftholen. Im Mountainbiking gehörte er von 1998 bis 2002 zur erweiterten nationalen Spitze, ehe er dem Leistungssport endgültig den Rücken kehrte und sich auf das Schauspiel fokussierte. Zwei Jahre später zog er nach Los Angeles.
2002 war Sade im Kurzfilm Code 2 erstmals als Darsteller vor der Kamera zu sehen. Nach einem Gastauftritt in der Serie Koalas und andere Verwandte, erhielt er 2004 die Rolle des australischen Studenten Finn in der Serie Gilmore Girls, in der wiederkehrend bis 2006 zu sehen war. In dieser Rolle trat er auch im Revival mit dem Titel Gilmore Girls: Ein neues Jahr zehn Jahre später noch einmal auf. 2007 war Sade als Beta in einer Nebenrolle in der Filmkomödie Sex and Death 101 zu sehen. Danach trat er unter anderem in den Serien CSI: Miami, CSI: NY, 90210, The Strip, The Mentalist, Body of Proof, Sons of Anarchy, Lethal Weapon, Deception und Atlanta Medical in Gastrollen auf.
2008 veröffentlichte Sade den Kurzfilm Flowers and Weeds, in dem er sowohl die Hauptrolle des Joshua verkörperte und, neben dem Schreiben des Drehbuchs, auch die Regie führte. Für weitere Rollen konnte unter anderem der Darsteller Terence Stamp gewonnen werden. 2012 war Sade im Actionthriller Stolen in der Rolle des Pete zu sehen. 2014 wurde Sade für die Serie Matador, in der an David Beckham angelehnten Rolle des Alec Holester besetzt. Die Serie wurde allerdings nach nur einer produzierten Staffel bereits wieder eingestellt. In Vorbereitung auf die Rolle holte er sich bei eben jenem David Beckham Hilfestellung um einen Profispieler, so realistisch wie es möglich ist, darstellen zu können. 2016 war er in der Serie Roadies, basierend auf der Idee Cameron Crowes' als Christopher House in einer Nebenrolle zu sehen.

## Filmografie (Auswahl)
- 2002: Code 2 (Kurzfilm)
- 2002: Young Lions (Fernsehserie, Episode 1x08)
- 2003: Koalas und andere Verwandte (Don’t Blame Me, Fernsehserie, Episode 1x18)
- 2003: White Collar Blue (Fernsehserie, Episode 1x18)
- 2004–2006: Gilmore Girls (Fernsehserie, 14 Episoden)
- 2007: CSI: Miami (Fernsehserie, Episode 5x23)
- 2007: Sex and Death 101
- 2007: Sexgeflüster (After Sex)
- 2007: CSI: NY (Fernsehserie, Episode 4x02)
- 2008: Flowers and Weeds (Kurzfilm, auch Drehbuch und Regie)
- 2009: 90210 (Fernsehserie, Episode 1x06)
- 2009: The Strip (Fernsehserie, Episode 1x08)
- 2010: The Mentalist (Fernsehserie, Episode 2x20)
- 2012: Body of Proof (Fernsehserie, Episode 2x15)
- 2012: Not That Funny
- 2012: Stolen
- 2014: Sons of Anarchy (Fernsehserie, Episode 7x02)
- 2014: Matador (Fernsehserie, 13 Episoden)
- 2014: Hollows Grove
- 2015: Childhood’s End (Miniserie, Episode 1x03)
- 2016: Roadies (Fernsehserie, 7 Episoden)
- 2016: Lethal Weapon (Fernsehserie, Episode 1x06)
- 2016: Gilmore Girls: Ein neues Jahr (Gilmore Girls: A Year in the Life, Miniserie, Episode 1x04)
- 2018: Deception (Fernsehserie, 2 Episode)
- 2018: Atlanta Medical (Fernsehserie, Episode 2x04)
- 2023: 1923 (Fernsehserie, 3 Episoden)